# Лабудови
Лабудови (Cygnus) су род птица из породице Anatidae, у коју још спадају гуске и патке. Лабудови се од гусака у ужем смислу разликују и дужим вратом који им омогућује претраживање дна дубљих вода, и величином тела које их чини највећим воденим птицама.
Лабудови су груписани са блиско сродним гускама у потпородици Anserinae где чине племе Cygnini. Понекад се сматрају посебном потпородицом Cygninae. Постоји шест живих и много изумрлих врста лабудова; поред тога, постоји врста позната као коскороба лабуд који се више не сматра једним од правих лабудова. Лабудови се обично паре једном у животном веку, мада понекад долази до „развода“, посебно након неуспеха гнежђења, а ако партнер умре, преостали лабуд ће се придружити другом. Број јаја у сваком насаду креће се од три до осам.

## Опис
Лабудови су највећи постојећи чланови породице водених птица Anatidae, и међу највећим птицама летећим. Највеће живуће врсте, укључујући немог лабуда, лабуда трубача и великог лабуда, могу достићи дужину од преко 1,5 m (59 in) и тежити преко 15 kg (33 lb). Распон њихових крила може бити преко 3,1 m (10 ft). У поређењу са сродним гускама, они су много већи и имају пропорционално већа стопала и врат. Одрасли такође имају део коже без перја између очију и кљуна. Полови су слични по перју, али су мужјаци генерално већи и тежи од женки. Највећа врста лабудова икада била је изумрли Cygnus falconeri, џиновски лабуд који не лети познат по фосилима пронађеним на медитеранским острвима Малта и Сицилија. Сматра се да је његов нестанак резултат екстремних климатских флуктуација или доласка супериорних предатора и конкурената.
Перје лабудова је или потпуно бело, или је мешавина црног и белог, при чему бела варијанта може понекад имати црне врхове крила. Црни лабудови су једина црна врста лабудова. Имају беле врхове крила и изражено црвено обојене кљунове. Мужјаци и женке су увек врло слични, без полног диморфизма. Распон крила им може достићи два метра, а могу тежити 15 килограма. Супротно крилима, ноге су им релативно кратке, тако да лабудови на тлу делују прилично неспретно. Но зато имају врло снажне летне мишиће, па могу прелетети и више од хиљаду километара до својих гнездишта на северу. Оба родитеља заједно брину о младунцима. Остају с њима до године дана. Наводи о животном веку лабудова су врло различити. Крећу се од 19 па до 50 година, а делом и пуно више од тога.
Врсте лабудова на северној хемисфери имају чисто бело перје, али врсте на јужној хемисфери су помешане црно-бело. Аустралијски црни лабуд (Cygnus atratus) је потпуно црн осим белог летећег перја на његовим крилима; пилићи црних лабудова су светлосиви. Јужноамерички црноврати лабуд има бело тело са црним вратом.
Лабудове ноге су обично тамноцрносиве боје, осим јужноамеричког црновратог лабуда, који има ружичасте ноге. Боја кљуна варира: четири субарктичке врсте имају црне кљунове са различитим количинама жуте боје, а све остале су црвене и црне са шарама. Иако птице немају зубе, лабудови, као и други припадници Anatidae, имају кљунове са назубљеним ивицама који изгледају као мали тестерасти 'зуби' у склопу кљунова који се користе за хватање и јело водених биљака и алги, али и мекушаца, малих риба, жаба, и црва. Код немог лабуда и црновратог лабуда, оба пола имају меснату квржицу у дну кљунова на горњој доњој чељусти, познату као кврга, која је већа код мужјака, зависи од стања и мења се сезонски.

## Расподела и кретање
Лабудови се углавном налазе у умереним срединама, ретко се јављају у тропима. Група лабудова у лету се зове беви или клин. Четири (или пет) врста се јављају на северној хемисфери, једна врста се налази у Аустралији, једна изумрла врста је пронађена на Новом Зеланду и на Чатамским острвима, а једна врста је распрострањена у јужној Јужној Америци. Они нису присутни у тропској Азији, Централној Америци, северној Јужној Америци и читавој Африци. Једна врста, неми лабуд, унета је у Северну Америку, Аустралију и Нови Зеланд.
Неколико врста је миграторно, било у потпуности или делимично. Неми лабуд је делимичан мигрант, који живи у подручјима Западне Европе, док је у потпуности миграторан у Источној Европи и Азији. Лабуд чикавац и лабуд из тундре су у потпуности селице, а лабудови трубачи су скоро у потпуности мигрирајући. Постоје извесни докази да је црноврати лабуд миграторан преко дела свог опсега, али детаљне студије нису утврдиле да ли су ова премештања миграције на дагими или кратким дометима.

## Понашање
Лабудови се хране у води и на копну. Готово су у потпуности биљоједи, иако могу јести мале количине водених животиња. У води се храна добија уздизањем или трзањем, а њихова исхрана се састоји од корена, кртола, стабљика и листова водених и потопљених биљака.
Лабудови су познати по томе да се паре на доживотни рок, и обично се везују чак и пре него што достигну полну зрелост. Лабудови трубачи, на пример, који могу да живе чак 24 године и почињу да се размножавају тек са 4–7 година, формирају моногамне парне везе већ са 20 месеци. „Развод“, иако ретко, се ипак дешава; једна студија немих лабудова је утврдила стопу од 3% за парове који се успешно размножавају и 9% за парове који се не размножавају. Везе унутар парова се одржавају током целе године, чак и код друштвених и миграторних врста попут мал лабуда, који се окупљају у великим јатима у зимовањима. Лабудова гнезда су на тлу близу воде и око метар у пречнику. За разлику од многих других патака и гусака, мужјак помаже у изградњи гнезда, а такође ће се смењивати у инкубацији јаја. Поред патака звиждача, лабудови су једини анатиди који то чине. Просечна величина јајета (за немог лабуда) је 113×74 , тежине 340 g, величине насада од 4 до 7, а период инкубације траје 34–45 дана. Лабудови веома великој мери штите своја гнезда. Они ће немилосрдно напасти све што виде као претњу својим пилићима, укључујући људе. Могуће је да се у једном таквом нападу један човек удавио. Интраспецифично агресивно понашање заштите младих показује се чешће него интерспецифично понашање за храну и склониште. Агресија према другим врстама је више изражена код Бевикових лабудова.

## Систематика
Лабудови у ужем смислу су врсте рода Cygnus, који се, већ према гледању, деле на 5 односно 7 врста. Јужноамерички коскороба лабуд (Coscoroba coscoroba) је једина врста рода Coscoroba.
Докази сугеришу да је род Cygnus еволуирао у Европи или западној Евроазији током миоцена, распростирући се широм северне хемисфере до плиоцена. Када се јужна врста одвојила није познато. Неми лабуд је очигледно најближи роду Cygnus са јужне хемисфере; његове навике држања закривљеног (не равног) врата и напетих (не у равни) крила, као и боја кљуна указују на то да је његов најближи живи сродник црни лабуд. Имајући у виду биогеографију и изглед подрода Olor, сматра се вероватним да су они новијег порекла, на бази евиденције о њиховим савременим распонима (који су углавном били ненасељиви током последњег леденог доба) и велике сличности међу таксонима.

### Филогенија
| (Olor)   | C. olor (Gmelin, 1789) (лабуд грбавац) |
|          | C. olor (Gmelin, 1789) (лабуд грбавац) |
| (Cygnus) | \| \| C. buccinator Richardson, 1832 (лабуд трубач) \| \| \| \| \| \| C. cygnus (Linnaeus, 1758) (велики лабуд) \| \| \| \| \| \| C. columbianus (Ord, 1815) (мали лабуд)[24] \| \| \| \| |
|          | \| \| C. buccinator Richardson, 1832 (лабуд трубач) \| \| \| \| \| \| C. cygnus (Linnaeus, 1758) (велики лабуд) \| \| \| \| \| \| C. columbianus (Ord, 1815) (мали лабуд)[24] \| \| \| \| |
|          | C. buccinator Richardson, 1832 (лабуд трубач) |
|          | |
|          | C. cygnus (Linnaeus, 1758) (велики лабуд) |
|          | |
|          | C. columbianus (Ord, 1815) (мали лабуд) |
|          | |

|  | C. buccinator Richardson, 1832 (лабуд трубач) |
|  |                                               |
|  | C. cygnus (Linnaeus, 1758) (велики лабуд)     |
|  |                                               |
|  | C. columbianus (Ord, 1815) (мали лабуд)       |
|  |                                               |

| (Olor)   | C. olor (Gmelin, 1789) (лабуд грбавац) |
|          | C. olor (Gmelin, 1789) (лабуд грбавац) |
| (Cygnus) | \| \| C. buccinator Richardson, 1832 (лабуд трубач) \| \| \| \| \| \| C. cygnus (Linnaeus, 1758) (велики лабуд) \| \| \| \| \| \| C. columbianus (Ord, 1815) (мали лабуд)[24] \| \| \| \| |
|          | \| \| C. buccinator Richardson, 1832 (лабуд трубач) \| \| \| \| \| \| C. cygnus (Linnaeus, 1758) (велики лабуд) \| \| \| \| \| \| C. columbianus (Ord, 1815) (мали лабуд)[24] \| \| \| \| |
|          | C. buccinator Richardson, 1832 (лабуд трубач) |
|          | |
|          | C. cygnus (Linnaeus, 1758) (велики лабуд) |
|          | |
|          | C. columbianus (Ord, 1815) (мали лабуд) |
|          | |

|  | C. buccinator Richardson, 1832 (лабуд трубач) |
|  |                                               |
|  | C. cygnus (Linnaeus, 1758) (велики лабуд)     |
|  |                                               |
|  | C. columbianus (Ord, 1815) (мали лабуд)       |
|  |                                               |

| (Olor)   | C. olor (Gmelin, 1789) (лабуд грбавац) |
|          | C. olor (Gmelin, 1789) (лабуд грбавац) |
| (Cygnus) | \| \| C. buccinator Richardson, 1832 (лабуд трубач) \| \| \| \| \| \| C. cygnus (Linnaeus, 1758) (велики лабуд) \| \| \| \| \| \| C. columbianus (Ord, 1815) (мали лабуд)[24] \| \| \| \| |
|          | \| \| C. buccinator Richardson, 1832 (лабуд трубач) \| \| \| \| \| \| C. cygnus (Linnaeus, 1758) (велики лабуд) \| \| \| \| \| \| C. columbianus (Ord, 1815) (мали лабуд)[24] \| \| \| \| |
|          | C. buccinator Richardson, 1832 (лабуд трубач) |
|          | |
|          | C. cygnus (Linnaeus, 1758) (велики лабуд) |
|          | |
|          | C. columbianus (Ord, 1815) (мали лабуд) |
|          | |

|  | C. buccinator Richardson, 1832 (лабуд трубач) |
|  |                                               |
|  | C. cygnus (Linnaeus, 1758) (велики лабуд)     |
|  |                                               |
|  | C. columbianus (Ord, 1815) (мали лабуд)       |
|  |                                               |

| (Olor)   | C. olor (Gmelin, 1789) (лабуд грбавац) |
|          | C. olor (Gmelin, 1789) (лабуд грбавац) |
| (Cygnus) | \| \| C. buccinator Richardson, 1832 (лабуд трубач) \| \| \| \| \| \| C. cygnus (Linnaeus, 1758) (велики лабуд) \| \| \| \| \| \| C. columbianus (Ord, 1815) (мали лабуд)[24] \| \| \| \| |
|          | \| \| C. buccinator Richardson, 1832 (лабуд трубач) \| \| \| \| \| \| C. cygnus (Linnaeus, 1758) (велики лабуд) \| \| \| \| \| \| C. columbianus (Ord, 1815) (мали лабуд)[24] \| \| \| \| |
|          | C. buccinator Richardson, 1832 (лабуд трубач) |
|          | |
|          | C. cygnus (Linnaeus, 1758) (велики лабуд) |
|          | |
|          | C. columbianus (Ord, 1815) (мали лабуд) |
|          | |

|  | C. buccinator Richardson, 1832 (лабуд трубач) |
|  |                                               |
|  | C. cygnus (Linnaeus, 1758) (велики лабуд)     |
|  |                                               |
|  | C. columbianus (Ord, 1815) (мали лабуд)       |
|  |                                               |

### Врсте
Прави лабудови (Cygnus) смештено у племе (Cygnini):
- Црни лабуд
- Црноврати лабуд
- Лабуд грбац (C. olor)
- Лабуд трубач (C. buccinator)
- Мали лабуд
  - Патуљасти лабуд (C. bewickii или C. c. bewickii)
- Велики лабуд
- Новозеландски лабуд (C. sumnerensis) †

Коскороба лабудови (Coscoroba) у оквиру потпородице Anserinae има несигуран положај (непознато ком племену припада):
- Коскороба лабуд

## Лабудови и човек
Лабудови су често надахњивали људску машту.
О томе сведочи појам лабудова песма као и бајка „Ружно паче”.
У тој бајци, као и иначе у европској митологији лабуд симболизује зрелост и довршеност, а у уметности се често користи као алегорија за чистоћу.